# Ericus Ulff
Ericus Ulff, född 1619, död 1701 i Bankekind, var en svensk präst.

## Biografi
Ulff föddes 1619 och var son till kyrkoherden Ericus Nicolai Hillenius och Magdalena Ericsdotter i Bankekinds socken. Ulff blev 19 december 1639 student vid Uppsala universitet och 1642 blev han student vid Åbo akademi. Han flyttade 1645 tillbaka till Uppsala och fortsatte sina studier där. Han skrevs in andra gången i Uppsala den 22 september 1648. Han promoverades till filosofie magister där 7 maj 1649 och prästvigdes 23 juni 1648 till komminister i Östra Stenby församling. År 1651 blev Ulff konrektor i Söderköping och 1652 blev han kyrkoherde i Bankekinds församling. Han blev 1666 kontraktsprost i Bankekinds och Skärkinds kontrakt. Ulff avled 1701 i Bankekinds socken.
Ett porträtt i olja av Ulff och hans hustru finns i Bankekinds kyrkas sakristia.

### Familj
Ulff gifte sig 1650 med Magdalena Isaacsdotter. Hon var dotter till kyrkoherden Isaacus Erici i Östra Stenby socken. De fick tillsammans barnen Erik, Christina, Elisabeth och en dotter.